# Bernhard Baier
Bernhard Baier   (Hannover, 12 d'agost de 1912 - Hannover, 26 d'abril de 2003) va ser un waterpolista alemany que va competir durant la 1930. Es casà a la gimnasta Trudi Meyer.
El 1936 va prendre part en els Jocs Olímpics de Berlín, on va guanyar la medalla de plata en la competició de waterpolo. Jugà 43 partits amb la selecció alemanya i el 1938 guanyà la medalla de plata al Campionat d'Europa. De 1950 a 1960 fou president de la Federació Alemanya de Natació.